# Flabellum (Flabellum) pavoninum
Flabellum (Flabellum) pavoninum is een rifkoralensoort uit de familie van de Flabellidae. De wetenschappelijke naam van de soort is voor het eerst geldig gepubliceerd in 1831 door Lesson.